# 獨立鎮區 (愛荷華州阿珀努斯縣)
獨立鎮區（英語：Independence Township）是位於美國愛荷華州阿珀努斯縣的一個行政鎮區。

## 地方資料
根據2010年美國人口普查的數據，獨立鎮區的面積為92.54平方千米，當中陸地面積為82.76平方千米，而水域面積為19.78平方千米。當地共有人口248人，而人口密度為每平方千米2.68人。